# Carcelia nudioculata
Carcelia nudioculata är en tvåvingeart som beskrevs av Villeneuve 1938. Carcelia nudioculata ingår i släktet Carcelia och familjen parasitflugor. Inga underarter finns listade i Catalogue of Life.